# مسئله زمین‌گیری نماد
مسئله زمین‌گیری نماد (به انگلیسی: symbol grounding problem) در علوم شناختی و معناشناسی به این موضوع می‌پردازد که چگونه واژه‌ها (و به صورت کلی نمادها) معنادهی می‌شوند، و از این رو به این مسئله که «خود معنا واقعاً چیست» بسیار نزدیک است. مسئله معنادهی به نوبه خود به این مسئله که چگونه حالت‌های روانی معنادار می‌شوند، و از این رو به مسئله خودآگاهی مرتبط است، یعنی این سوال که: ارتباط بین «سامانه‌های فیزیکی معین» و «محتویات تجربه‌های ذهنی» چیست.

## پیش‌زمینه

### فرایند مرجع‌دهی
انسان‌ها توانایی انتخاب مرجع مورد نظر واژه‌ها را دارند، مثل «تونی بلر» یا «مجرد»، اما نیازی نیست که این فرایند صریح باشد. احتمالاً فهمیدن قاعده صریح برای انتخاب مرجع‌های مورد نظر، انتظاری غیر معقول است.
از این رو اگر ما معنی واژه را همان روش انتخاب مرجعش بدانیم، آنوقت معانی در ذهن ما هستند. این موضوع تعریف معنی در مفهوم محدودش است. اگر ما معنی را در مفهوم گسترده‌اش استفاده کنیم، آنوقت باید بگوییم که معنی هم شامل خود مرجع است و هم شامل روش انتخاب آن است. از این رو اگر یک واژه (مثل "تونی بلر") در داخل یک موجودیت (مثل یک نفر) قرار داشته باشد، که بتواند از آن واژه استفاده کند و مرجعش را انتخاب کند، آنوقت گستره معنایی آن واژه هم شامل روشی است که آن موجودیت برای انتخاب مرجعش استفاده می‌کند، و هم شامل خود مرجع است: یعنی یک رابطه علی گسترده‌ای بین این موارد برقرار می‌باشد (۱) سر آدمی، (۲) واژه موجود در آن (۳) یک شیء خارج آن، و (۴) چه نوع «پردازشی» برای اتصال موفق واژه درونی به شیء بیرونی نیاز است.
اما اگر «موجودیتی» که واژه در آن قرار دارد در سر آدم نباشد، اما یک تکه کاغذ باشد (یا یک صفحه رایانه باشد) چه؟ آنوقت معنی چیست؟ مطمئناً همه واژه‌های (ارجاع داده‌شده) در این صفحه، برای مثال معنی دارند، همان‌طور که مرجع هم دارند.
در قرن نوزدهم، نشانه‌شناسی به نام چارلز سندرز پیرس یک مدل مشابه پیشنهاد کرد: براساس مدل نشانه‌ای سه‌تایی او، معنی شامل (۱) مفسر، (۲) یک نشانه یا نمایش، و (۳) یک شیء و (۴) محصول مجازی یک فرایند بی‌پایان پیشرفت و پسرفت که نشانه‌پردازی (به انگلیسی: semiosis) نام دارد، است. بعضی این‌طور تفسیر کرده‌اند که پیرس مسئله زمین‌گیری، احساس، و قصدمندی را برای فهم فرایندهای نشانه‌پردازی تعیین نموده‌است. در سال‌های اخیر، و در مورد مسئله زمین‌گیرکردن نشانه‌ها، نظریه پیرس در مورد نشانه‌ها توسط تعداد فزاینده‌ای از محققان هوش مصنوعی بازیابی شده‌است.

### فرایند زمین‌گیری
اگر ذهنی وجود نداشته باشد که آن قصد و نیت‌ها را میانجی‌گری کند، اصلاً هیچ اتصالی بین نمادهای نوشته‌شده و هر مرجع مورد نظر هم وجود ندارد، یعنی ذهن باید شامل روش درونی خاص خود برای انتخاب مراجع مورد نظر باشد. از این رو، معنی یک واژه روی یک کاغذ «زمین‌گیر نشده» است. حتی بررسی آن واژه در یک لغت‌نامه کمکی نمی‌کند: اگر کسی بخواهد معنی یک واژه که نمی‌داند را در یک لغت‌نامه در زبانی که از قبل آن را نمی‌داند، بررسی کند، در این صورت فقط به صورت بی‌معنی از یک تعریف به دیگری دور خواهد زد؛ یعنی جستجوی معنی درنهایت زمین‌گیر نمی‌شود. در مقابل، معنی واژه‌ها در سر یک انسان- یعنی واژه‌هایی که او می‌فهمد- «زمین‌گیر» است. زمین‌گیری ذهنی معانی واژه‌ها بین واژه‌های موجود در هر صفحه خارجی که او می‌خواند (و می‌فهمد) و اشیای خارجی که آن واژه‌ها به آن ارجاع می‌کنند، میانجی‌گری می‌کند.

### نیازمندی‌های زمین‌گیری نمادها
یک سامانه نمادی دیگر زبان طبیعی است (فودر ۱۹۷۶). زبان در روی کاغذ یا رایانه، فقط یک سامانه نمادی صوری است، که توسط قواعدی برمبنای اشکال اختیاری حروف قابل دستکاری است. اما در مغز، رشته‌های بی‌معنی تاب‌دار تبدیل به افکار معنادار می‌شوند. هارنارد دو ویژگی پیشنهاد کرد، که برای ایجاد این تمایز ممکن است لازم باشد:
1. ویژگی ظرفیت انتخاب مرجع‌ها
2. هوشیاری

#### ظرفیت انتخاب مرجع‌ها
یک ویژگی که فقط مغز آن را دارد، اما کاغذ ایستا یا حتی یک رایانه پویا آن را ندارد، همان ظرفیت انتخاب مراجع نمادها است. در این موضوع قبلاً هم صحبت کرده بودیم، و همان چیزی است که اصطلاح تاکنون تعریف‌نشده «زمین‌گیری» به آن اشاره دارد. سامانه نمادی، به صورت تنها، چه پویا و چه ایستا، نمی‌تواند این ظرفیت را (بیشتر از آنچه یک کتاب انجام می‌دهد) داشته باشد، زیرا انتخاب مراجع فقط یک ویژگی محاسباتی (مستقل از پیاده‌سازی) نیست؛ یعنی یک ویژگی پویا (وابسته به پیاده‌سازی) است.
برای زمین‌گیری، سامانه نمادی را باید توسط قابلیت‌های غیرنمادین و حسی‌حرکتی شناسایی کرد- یعنی ظرفیتی که به صورت خودگردان با دنیای اشیاء، وقایع، اعمال، ویژگی‌ها، و حالت‌هایی که نمادهایش در موقع ارجاع به صورت مرتب (توسط ما) قابل تفسیر است، تعامل دارد؛ یعنی باید بتواند مرجع‌های نمادهایش را انتخاب کند، و تعامل‌های حسی‌حرکتی‌اش با جهان باید به صورت منسجم با تفسیرهای نماد متناسب شود.
به زبان دیگر، نمادها را باید به صورت مستقیم به مرجع‌هایش متصل کرد (یعنی زمین‌گیر کرد)؛ این اتصال نباید فقط به ارتباط‌های ایجاد شده توسط مغز تفسیرگرهای بیرونی مثل ما وابسته باشد. سامانه نمادی به صورت تنها، و بدون ظرفیت زمین‌گیری مستقیم، یک گزینه مناسب نیست، هرچند که موقعی که داریم دربارهٔ افکار معنی‌دار فکر می‌کنیم، واقعاً از ذهن ما رد شود (کانجبوسی و هارناد ۲۰۰۱).
معنا به عنوان توانایی تشخیص نمونه‌ها (ی اشیاء) یا انجام اعمال، مخصوصاً در پارادایمی به نام «معناشناسی رویه‌ای» نام‌دارد مهم هستند، این موضوع در تعدادی از مقالات شامل «معناشناسی رویه‌ای» توسط فیلیپ جانسون-لایرد توصیف شده‌است، و توسط ویلیام آرون وودز در «معنا و پیوند» گسترش یافته‌است. در چکیده مقاله وودز اینطور نوشته شده‌است: «ایده "معناشناسی رویه‌ای" که معناشناسی جملات زبان طبیعی هستند را می‌توان در یک صوری‌سازی طبقه‌بندی کرد، که در آن معانی در فرایندهای خلاصه‌ای تعریف شده‌است که یک رایانه (یا انسان) می‌تواند آن را یا اجرا کند یا دربارهٔ آن استنتاج کند. معنی یک اسم در این نظریه یک فرایند برای تشخیص و ایجاد نمونه‌ها است، و معنی یک گزاره یک فرایند برای تعیین آن است که آن گزاره، درست یا نادرست است، و معنی یک عمل، همان توانایی انجام آن عمل یا گفتن این موضوع است که آن عمل انجام شده‌است.»

#### آگاهی
اهمیت زمین‌گیربودن، به زبان دیگر، ما را از مرحله آزمون تورینگ قلمی، که به صورت خالص نمادین (محاسباتی) است، به آزمون تورینگ رباتی (که به صورت ترکیبی از نماد/حسی‌حرکتی است) می‌رساند (هارناد ۲۰۰۰، ۲۰۰۷). معنا در توانایی رباتی برای تشخیص، طبقه‌بندی، شناسایی، و عمل دربرابر اشیای واژه‌ها و جمله‌ها به آن ارجاع دارند، زمین‌گیر شده‌است (ورودی‌های قابلیت و ادراک طبقه‌ای را ببیند). از جهت دیگر، اگر نمادها (واژه‌ها و جمله‌ها) به بیت‌های '۰' و '۱' ارجاع کند، یعنی به صورت مستقیم به پیاده‌سازی الکترونیکی‌شان متصل شود، که در این صورت یک سامانه رایانه‌ای می‌تواند به راحتی آن را دستکاری کند (از این رو، تشخیص بدهد، طبقه‌بندی کند، شناسایی کند، و دربرابر آن عمل کند) در این صورت حتی سامانه‌های رایانه‌ای غیر رباتی را می‌توان «حسی‌حرکتی» دانست، و از این رو می‌تواند نمادهای موجود در این دامنه محدود را «زمین‌گیر» کند.
طبقه‌بندی، یعنی انجام دادن کار صحیح با «نوع» صحیح آن شیء. طبقه‌بند باید بتواند ویژگی‌های حسی‌حرکتی اعضای طبقه‌ای که به صورت قابل اطمینان آن‌ها را از غیرعضو تفکیک می‌دهد را تشخیص دهد. این تشخیص دهنده‌های ویژگی یا باید ذاتی باشد یا اینکه یادگرفته شود. یادگیری می‌تواند براساس القای سعی و خطا انجام شود، که در اینجا توسط بازخورد از نتایج طبقه‌بندی صحیح یا ناصحیح راهنمایی می‌شود؛ یا در گونه‌های زبانی خود ما، یادگیری می‌تواند مبتنی بر توصیف‌ها یا تعاریف زبانی باشد. با این حال، توصیف یا تعریف یک طبقه جدید فقط طبقه را می‌تواند منتقل کند، و فقط وقتی نامش زمین‌گیر می‌شود که واژه‌های موجود در تعریف خودشان تاکنون نام‌های طبقه زمین‌گیر باشند (بلوندین-ماسه و همکاران ۲۰۰۸). از این رو زمین‌گیری نهایی باید حسی‌حرکتی باشد، زیرا باید از پسرفت بی‌نهایت جلوگیری شود (هارناد ۲۰۰۵).
اما اگر زمین‌گیری یک شرایط لازم برای معنا است، آیا یک شرط کافی هم هست؟ نه لزوماً، زیرا ممکن است که حتی یک ربات که آزمون تورینگ را گذرانده و پاس کرده‌است، و به صورت غیرقابل تفکیک بین ما برای یک عمر زندگی کرده‌است، ممکن است که آنچه سرل در ذهنش است را در سرش نداشته باشد: ممکن است یک زامبی فلسفی باشد، بدون هیچ خانه، احساس، معنا (هارناد ۱۹۹۵). با این حال، ممکن است که مفسرهای مختلف (که شامل گونه‌های هوشمند حیوانات هم هستند) سازوکارهای مختلفی برای ایجاد معنی در سامانه‌شان داشته باشند، از این رو لازم نیست که سامانه‌ی جدای از انسان، معنا را به همان روشی که انسان «تجربه می‌کند» او هم تجربه کند، و برعکس.
هارناد به خودآگاهی به عنوان ویژگی ثانویه اشاره می‌کند. مسئله کشف سازوکار علی برای انتخاب موفق مرجع برای یک نام طبقه را به صورت اصولی می‌توان با علوم شناختی حل کرد. اما مسئله توضیح اینکه چگونه خودآگاهی می‌تواند یک نقش «مستقل» در آن بازی کند، احتمالاً قابل حل نیست، مگر در دوگانه‌انگاری دورجابه‌جایی. شاید زمین‌گیری نمادها (یعنی ظرفیت TT رباتی) برای اطمینان از وجود معنای خودآگاهی کافی باشد، اما باز دوباره، شاید کافی نباشد. در هر دو حالت، راهی نیست که ما آرزو کنیم که قدری عاقل‌تر هستیم- که این نکته روش‌شناختی تورینگ است (هارناد 2001b، ۲۰۰۳ و ۲۰۰۶).

## فرمول‌سازی
برای جواب‌دهی به این سؤال ما باید خود مسئله زمین‌گیری نماد را فرمول‌بندی کنیم. (هارناد ۱۹۹۰).

## کارکردگرایی
یک مکتب فکری وجود دارد که بر اساس آن رایانه شباهت بیشتری به مغز دارد- یا مغز بیشتر شبیه رایانه است. براساس این دید (که «محاسبه‌گرایی» نام دارد که نوعی کارکردگرایی است)، نظریه آینده‌ای که توضیح می‌دهد که چگونه ذهن مراجع‌اش را انتخاب می‌کند (نظریه‌ای که علوم اعصاب شناختی ممکن است در نهایت به آن برسد) به صورت خالص یک مسئله محاسباتی است (پلیشین ۱۹۸۴). یک نظریه محاسباتی در سطح نرم‌افزار قرار دارد. و در اساس یک الگوریتم رایانه‌ای است: یعنی مجموعه‌ای از قواعد برای دستکاری نمادها است. و این الگوریتم «مستقل از پیاده‌سازی» است؛ یعنی هر کاری که در الگوریتم انجام می‌شود، سامانه هم همان کار را انجام می‌دهد، و این موضوع به نوع سخت‌افزار که روی آن اجرا می‌شود بستگی ندارد. جزییات فیزیکی سامانه پویایی که محاسبات را پیاده‌سازی می‌کند، به خود محاسبات بستگی ندارند، زیرا خود محاسبات صرفاً صوری هستند؛ هر سخت‌افزاری که بتواند محاسبات را اجرا کند، آن را انجام می‌دهد، و از نظر محاسباتی، همه پیاده‌سازی‌های فیزیکی برای آن الگوریتم رایانه‌ای خاص معادل و برابر اند.
یک رایانه توانایی اجرای هر محاسباتی را دارد. از این رو محاسبه‌گرایی یک الگوریتم رایانه‌ای مناسب را پیدا می‌کند، که همان الگوریتمی است که مغز ما توانایی اجرای آن را در موقعی که معنایی که به ذهن ما نفوذ می‌کند، دارد، آن معنی قابل نفوذ به آن رایانه هم (موقعی که آن الگوریتم را پیاده‌سازی کرده‌است) هست.
ما چگونه می‌فهمیم که یک الگوریتم رایانه‌ای مناسب داریم؟ این الگوریتم باید بتواند آزمون تورینگ را بگذراند و پاس کند. این یعنی باید بتواند با هر انسانی که به صورت مدادی برای یک عمر با ما هست متناظر باشد، و نباید از یک انسان واقعی مدادی قابل تفکیک باشد.

## برهان اتاق چینی سرل
جان سرل «برهان اتاق چینی» را فرمول‌بندی کرد تا محاسبه‌گرایی را رد کند. برهان اتاق چینی براساس آزمایش فکری است: در آن سرل مطرح کرده‌است که اگر آزمون تورینگ به زبان چینی راهبری شود، آنوقت خود سرل (که چینی نمی‌داند) برنامه‌ای را اجرا می‌کند که الگوریتم مشابهی را پیاده‌سازی می‌کند که رایانه از آن استفاده می‌کند، بدون آنکه بداند هیچ‌کدام از واژه‌هایی که او استفاده کرده‌است چه معنایی دارند.
در نگاه اول، به نظر می‌رسد که اگر در موقع پیاده‌سازی آن برنامه هیچ معنایی از داخل ذهن سرل رد نشود، در این صورت هنگام پیاده‌سازی الگوریتم هم هیچ معنایی داخل رایانه وارد نمی‌شود، و محاسبات مستقل از پیاده‌سازی است. اما در نگاه نزدیک‌تر، برای فردی که برنامه‌ای را اجرا می‌کند که رایانه آن را اجرا می‌کند، او باید به بانک مشابهی از حافظه که رایانه آن را دارد (که احتمالاً به صورت خارجی ذخیره شده‌است) دسترسی یابد. این یعنی سامانه محاسباتی جدید که الگوریتم مشابهی را اجرا می‌کند فقط در سر اصلی سرل نیست، بلکه سر او بعلاوه‌ی بانک حافظه (و احتمالاً دیگر وسایل) است. بخصوص این حافظه اضافی می‌تواند نمایش دیجیتال برای مرجع مورد نظر برای واژه‌های مختلف را ذخیره کند (مثل تصاویر، صداها، یا حتی ترتیب ویدئو) که الگوریتم از آن به عنوان یک مدل مرجع مورد نظر، و نیز برای استخراج ویژگی‌های مرتبط با آن مرجع مورد نظر استفاده می‌کند. در اینجا معنی فقط در مغز اصلی سرل جستجو نمی‌شود، بلکه در کل سامانه‌ای که باید الگوریتم را پردازش کند هم جستجو می‌شود. مثل موقعی که سرل دارد واژه‌های انگلیسی را می‌خواند، معنی نباید در مناطق پردازشی منطقی مجرد مغز قرار بگیرد، بلکه احتمالاً باید در کل مغز قرار بگیرد، که احتمالاً شامل مناطق حافظه‌ای بلند مدت خاص هم می‌شود. از این رو، موقعی که سرل دارد کار یک رایانه را شبیه‌سازی می‌کند، اگر هیچ معنایی را فقط در سرش درک نکند، این موضوع به معنی فقدان وجود معنی در کل سامانه نیست، نه در سر او و نه در حالتیکه یک سامانه رایانه‌ای واقعی یک آزمون تورینگ پیشرفته را گذرانده و پاس می‌کند.

### پیامدها
چگونه سرل می‌فهمد که موقعی که دارد این برنامه پاس‌کردن آزمون تورینگ را اجرا می‌کند، هیچ معنی از ذهن او رد نمی‌شود؟ به صورت دقیق به روش مشابه، او می‌فهمد که آیا معنی دارد تحت شرایط دیگر از سر رد می‌شود یا نه: او واژه‌های انگلیسی را می‌فهمد، درحالیکه نمادهای چینی که او براساس قواعد رایانه دستکاری می‌کند، هیچ معنی‌ای برای او ندارد (و هیچ‌کس دیگری در ذهن او برای آن‌ها نیست که معنای هر چیز را به آن بدهد). با این حال، سامانه کاملی که آن نمادهای چینی را دستکاری می‌کند- که فقط در سر سرل نیست، همان‌طور که در بخش قبلی توضیح داده شد- می‌تواند توانایی استخراج معنا از آن نمادها را داشته باشد، و این به معنی آن است که قادر است از مدل‌های (حافظه‌ای) درونی، مرجع‌های مورد نظر استفاده کند، مرجع‌های مقصد آن نمادها را گزینش کند، و می‌تواند معمولاً ویژگی‌هایش را به صورت مناسب، شناسایی کند و از آن استفاده کند.
دقت کنید که در اشاره به واژه‌های چینی در آن شرایط برای او بی‌معنی اند، سرل دست‌به‌دامان «هوشیاری» شده‌است. در غیر این صورت، می‌توان بحث کرد تحت آن شرایط، معنایی از ذهن سرل رد شده، اما خود سرل از آن آگاه نیست. به این موضوع «پاسخ سامانه» به برهان اتاق چینی سرل می‌گویند، و سرل وجود پاسخ سامانه به عنوان صرفاً تکرار را، در برخورد با شواهد منفی، رد می‌کند، زیرا نظریه کامل (محاسبه‌گرایی) که در آزمایش فکری او تحت آزمایش است: «آیا واژه‌های موجود در یک محاسبه در حال اجرا مثل واژه‌های زمین‌گیر نشده روی یک کاغذاند، یعنی بدون واسطه مغز بی‌معنی‌اند، یا آیا آن‌ها مثل واژه‌های زمین‌گیر شده در مغزها زمین‌گیر اند؟»
این سؤال که در مورد «یا» است، واژه (هنوز تعریف نشده) «زمین‌گیری» به صورت ضمنی متکی به تفاوت بین واژه‌های بی‌جان روی یک کاغذ و واژه‌های خودآگاهانه معنادار در ذهن ما هستند. و سرل ادعا کرده‌است که تحت این شرایط (آزمون تورینگ چینی) واژه‌های موجود در سر او به صورت خودآگاهانه معنادار نیستند، و از این رو آن‌ها به اندازه واژه‌های بی‌جان روی یک کاغذ غیرزمین‌گیر هستند.
از این رو اگر سرل درست گفته باشد، که (۱) هم واژه‌های موجود در روی کاغذ و هم واژه‌های موجود در هر برنامه رایانه‌ای درحال‌اجرا (که شامل برنامه رایانه‌ای است که آزمون تورینگ را پاس کرده‌است) به نوبه خودشان بی‌معنی‌اند، و از این رو که (۲) هر چیزی که مغز برای تولید معنا انجام می‌دهد فقط نمی‌تواند یک محاسبه مستقل از پیاده‌سازی باشد، آنوقت مغز برای ایجاد معنی چه می‌کند (هارناد 2001a)؟

## مفهوم برنتانو از قصدمندی
به «قصدمندی» عبارت «علامت ذهن» هم گفته شده‌است، زیرا در مشاهدات انجام شده توسط فیلسوف برنتانو به این تأثیر که حالت‌های روانی همیشه یک شیء ذاتی مورد نظر (و ذهنی) یا یک «محتوا» دارند که این حالت‌ها به سمت آن‌ها «جهت‌دهی شده‌اند»: مثلاً کسی چیزی را می‌بیند، چیزی را می‌خواهد، به چیزی اعتقاد دارد، به چیزی نیاز دارد، چیزی را می‌فهمد، معنی‌اش چیزی است، و غیره، و آن شیء همیشه چیزی است که او در ذهن دارد. داشتن یک شیء ذهنی بخشی از داشتن همه چیز در ذهن است. از این رو آن شیء علامت ذهن است. هیچ حالت ذهنی «آزادِ شناور» وجود ندارد که یک شیء ذهنی نداشته باشد. حتی توهم و تصور یک شیء دارند، و حتی احساس افسردگی، حسی شبیه چیزی است. این شیء هنگام وجود، یک شیء فیزیکی «بیرونی» نیست. ممکن است که یک صندلی واقعی را ببینیم اما شیء «قصدمند» از «حالت قصدمند» فرد، همان صندلی ذهنی است که او در ذهنش دارد. (یک واژه دیگر برای قصدمندی همان «راجع به» یا «نمایندگی» است: افکار همیشه «راجع به» چیزی هستند؛ آن‌ها نمایندگی (ذهنی) چیزی را دارند، اما آن چیز همان چیزی است که تفکر کننده در ذهن خود دارد، و نه هر شیء بیرونی است که ممکن است با آن متناظر باشد یا نباشد).
اگر این موارد مثل اسکی روی سطح یک مسئله و نه یک شکست داخلی واقعی به آن به نظر برسد، آنوقت توصیف قبلی تأثیر مورد نظر خود را دارد: نه مسئله قصدمندی همان مسئله زمین‌گیری نماد است، و نه نمادهای زمین‌گیر شده جوابی برای مسئله قصدمندی هستند. نمادهای موجود در یک "سامانه نمادی پویا خودگردان" که توانایی پاس‌کردن آزمون تورینگ رباتی را دارند، زمین‌گیر اند، از این جهت که برخلاف حالت یک سامانه نمادی زمین‌گیر نشده، به واسطه ذهن یک مفسر بیرونی نیاز ندارند که او بیاید و آن را به اشیای بیرونی متصل کند که (توسط مفسر) به عنوان «راجع به» قابل تفسیر باشد؛ این اتصال خودگردان، مستقیم، و بدون واسطه است. اما «زمین‌گیری» همان «معنی» نیست. زمین‌گیری یک تابع کارایی ورودی/خروجی است. زمین‌گیری ورودی حسی از اشیای بیرونی را به نمادهای درونی و حالت‌هایی که در یک سامانه حسی‌حرکتی خودگردان رخ‌می‌دهد متصل می‌کند، و به پردازش نتیجه شده و خروجی سامانه جهت می‌دهد.
در مقابل، «معنی» چیزی در ذهن است. اما برای قرار دادن یک وقفه در بازی-نام مترادف‌های تکثیرشونده بدون توضیح برای مسئله ذهن/بدن بدون حل آن (یا بدتر از آن، دلالت به آنکه بیش از یک مسئله ذهن/بدن وجود دارد) بیایید فقط یک چیز دیگر را تعیین تکلیف کنیم که نیازی به توضیح بیشتری هم ندارد: «احساس». تنها موضوع یک حالت درونی که فقط «زمین‌گیری» دارد، در مقابل حالت درونی که «معنی» دارد، آن است که برای اینکه چیزی در حالت معنایی باشد، «مثل چیزی حس می‌شود»، درحالیکه برای اینکه صرفاً حالت تابعی زمین‌گیری باشد، «نباید مثل چیزی حس شود». زمین‌گیری یک موضوع تابعی است، اما حس‌کردن یک موضوع حس‌شده‌است. و این منبع واقعی برای رابطه دالی موشه سخت برنتانو بین «قصدمندی» و «شیء قصدمند» درونی آن است. همه حالت‌های روانی، علاوه بر آنکه حالت‌های تابعی سامانه پویای خودگردان هستند، حالت‌های حسی هم هستند. احساس‌ها فقط «سرگردان» نیستند، همان‌طور که بقیه حالت‌های فیزیکی هم اینطور هستند؛ احساس، حس هم می‌شود.
از این رو احساس (ذی‌شعور بودن) علامت واقعی ذهن است. اما مسئله زمین‌گیری نماد مشابه مسئله ذهن/بدن نیست، که فقط امکان وجود یک جواب برای آن موجود باشد. مسئله ذهن/بدن در حقیقت همان مسئله احساس/تابع است، و زمین‌گیری نماد فقط مولفه تابعی آن را لمس می‌کند. این موضوع از اهمیت مسئله زمین‌گیری نماد کم نمی‌کند، اما بازتاب این موضوع است که یک قطعه سنگ‌بنا برای معمای بزرگتری است که ذهن نام دارد.
یک دانشمند علوم اعصاب به نام آنتونیو داماسیو این تابع علامتی برای احساس‌ها و هیجانات را در فرضیه علامت بدنی بررسی کرد. داماسیو به این بحث مفهوم هم‌ایستایی زیستی را اضافه کرد، و آن را به صورت یک فرایند تنظیم بدنی معرفی کرد، که از طریق هیجانات به ذهن قصدمند ارائه می‌کرد. هم‌ایستایی یک سازوکار است که همه فرایندهای بدنی را در یک تعادل سلامتی نگه می‌دارد. همه اعمال و ادراکات ما به صورت خودکار توسط سخت‌افزار بدنی ما «ارزیابی می‌شود» این کار بر اساس مشارکت آن‌ها در هم‌ایستایی انجام می‌شود. این موضوع به ما یک گرایش ضمنی برای روش زنده‌ماندن می‌دهد. این ارزیابی‌های بدنی یا جسمی، می‌توانند در حالت احساس‌های آگاهانه یا غیرآگاهانه به ذهن ما بیایند («احساس‌های دلی») که همان‌ها هم فرایند تصمیم‌گیری ما را جهت‌دهی می‌کنند. معنی یک واژه را به صورت تقریبی می‌توان به صورت مجموع پیوستگی‌های آن و مشارکت‌های مورد انتظار آن در هم‌ایستایی تصور نمود، که در آن پیوستگی‌ها ساخت مجدد ادراکات حسی‌حرکتی اند که در مجاورت آن واژه پدیدار شده‌اند. تاکنون دربارهٔ فرضیه علامت جسمی بحث‌های داغی شده‌است، و منتقدان ادعا کرده‌اند که نتوانسته‌اند به صورت روشن نشان بدهند که چگونه این فرایندها در مرحله روان‌شناختی و تکاملی با هم تعامل دارند. یک سؤال تکراری که فرضیه علامت جسمی به آن نپرداخته و هنوز موجود است، این است: چگونه و چرا هم‌ایستایی (که در هر خودمهار کاری مثل ترموستات و کوره وجود دارد) به صورت هم‌ایستایی حس می‌شود؟